# Vermontia thoracica
Vermontia thoracica is een spinnensoort in de taxonomische indeling van de hangmatspinnen (Linyphiidae).
Het dier behoort tot het geslacht Vermontia. De wetenschappelijke naam van de soort werd voor het eerst geldig gepubliceerd in 1913 door James Henry Emerton.